# Ryparosa caesia
Ryparosa caesia är en tvåhjärtbladig växtart som beskrevs av Carl Ludwig von Blume. Ryparosa caesia ingår i släktet Ryparosa och familjen Achariaceae. Inga underarter finns listade i Catalogue of Life.